# Јоханес III
Јоханес III Етиопски (око 1824. – око 1873) био је последњи етиопски цар (негуш негасти) гондарске гране Соломонске династије. Рођен је као син цара Текле Георгиса. Он је заправо био марионета у рукама моћног рас Алија II од Беџемдера, оромског владара. Он га је присилио да се ожени његовом мајком Менен Либен Амеде, тако да је заправо она била стварна владарица.

## Биографија
Јоханес III владао је у несрећном периоду за Етиопију званом Земене Месафинт (Доба принчева) кад је царство било разједињено бесконачним унутрашњим борбама. У његово време, два највећа ривала били су рас Али II од Беџемдера и дејазмач Вубе Хајле Маријам из Покрајине Семијен. Тако је Јоханес III за време своје владавине између 30. августа 1840. и 1851. неколико пута био скидан с престола и замењиван својим рођаком Сахле Денгелом. Први пут је га је с трона скинуо рас Али II у октобру 1841, јер је тада хтео да се прикаже као пријатељ дејазмача Вубе Хајле Маријама. Затим је накратко поновно враћен на престо 1845, да би потом био поновно скинут с трона 1850. и замењен с неким непознатим (то је претпоставка историчара Е. А. Валис Баџа, доброг познаваоца етиопске историје).
Неки стручњаци за етиопску историју, попут Доналда Крамија, држе да је Јоханес III доспео под велики утицај католичких мисионара (бискупа Јустина де Јакобиса), те да се обратио на католицизам 1851. године.
Његова коначна судбина, као и бројне појединости његове владавине, остале су тајна до данас. За њега једни тврде да је поновно био враћен на трон 18. јуна 1847, након што је Касај Хајле Георгис (будући цар Теводрос II) поразио војску његове жене Менен и њеног сина Рас Алија код Језера Тана. По другима, тада је Теводрос II искористио прилику и сам преузео престо.
Након тога, Јоханес III наставио је да живи као обичан грађанин. Око 1856, католички мисионари у Етиопији покушали су да га врае на престо, али је он показао већи интерес да оде на ходочашће у Јерусалим, него за царски трон. Након тога се после две године вратио у окриље Етиопске оријентално-православне цркве и придружио Теводросу на његову двору у Магдали.
Из његове владавине остало је једно писмо упућено француском цару Наполеону III 11. јуна 1869, у којем га моли за финансијску помоћ.